# 黑龙江省妇女联合会
黑龙江省妇女联合会，简称黑龙江省妇联，是中华人民共和国黑龙江省妇女儿童工作者组成的人民团体，是中华全国妇女联合会的地方组织，接受中国共产党黑龙江省委员会的领导。其最高权力机构是黑龙江省妇女代表大会。

## 历届领导

### 前身（黑龙江省民主妇女联合会）
- 任期：1954年8月－1957年8月
- 主任：柏青
- 副主任：吴琳涛、商文兰

### 第一届
- 任期：1957年9月－1963年8月
- 主任：柏青
- 副主任：吴琳涛、商文兰、陈少健（1960年4月－）

### 第二届
- 任期：1963年8月－1966年2月
- 主任：柏青（－1964年7月） → 吴琳涛（1964年7月－）
- 副主任：吴琳涛（－1964年7月）、商文兰、陈少健、王馥（1964年6月－）

### 第三届
- 任期：1966年2月－1966年5月
- 主任：吴琳涛
- 副主任：商文兰、陈少健、王馥、张宁、孙雅琴

### 第四届
- 任期：1973年7月－1979年8月
- 主任：张秀芝（－1979年3月） → 吴琳涛（1979年3月－）
- 副主任：吴琳涛（－1979年3月）、张宁、于清贤、陶冰华（－1978年8月）、潘军（－1978年8月）、王和琴（1978年8月－）